# Liste d'élections infranationales en 2021
Chronologie des élections infranationales
- 2017
- 2018
- 2019
- 2020
- 2021
- 2022
- 2023
- 2024
- 2025

Cette liste recense les élections infranationales organisées durant l'année 2021. Elle inclut les élections (territoriales, régionales, municipales,...) et référendums locaux dans les territoires faisant partie d'États souverains,.
Les scrutins nationaux ou dans des territoires sécessionnistes sont répertoriés dans la liste d'élections nationales en 2021.

## Par mois

### Janvier
| Date       | Pays       | Élections  | Contexte | Résultats |
| ---------- | ---------- | ---------- | --- | --- |
| 10 janvier | Kazakhstan | Locales    | Le Kazakhstan est généralement considéré comme ayant un régime autoritaire. Premières élections locales sous le multipartisme. | Le parti Nour-Otan (attrape-tout, autoritaire, laïc), au pouvoir, conserve sans surprise la majorité absolue des sièges. Aucun parti d'opposition n'ayant pris part au scrutin, les autres sièges reviennent à deux autres partis qui de fait soutiennent le gouvernement.                                                                                 |
| 25 janvier | Tobago     | Régionales | Région de Trinité-et-Tobago | Le scrutin abouti à un parlement sans majorité, le Mouvement national du peuple au pouvoir perdant sa majorité absolue sans que le parti des Patriotes progressistes démocrates ne l'obtienne, chacune des deux formations obtenant six sièges sur douze. Cette situation conduit à une crise institutionnelle, et à des élections anticipées en décembre. |

### Février
| Date       | Pays                    | Élections    | Contexte | Résultats |
| ---------- | ----------------------- | ------------ | --- | --- |
| 14 février | Catalogne               | Régionales   | Communauté autonome en Espagne. Élections anticipées. | Le Parti socialiste (PSC) double son nombre de sièges et termine premier en nombre de voix, remportant un quart des sièges. Il est ainsi à égalité en nombre des sièges avec la Gauche républicaine de Catalogne (ERC), tous deux devançant d'un siège Ensemble pour la Catalogne (Junts). Vox devient le premier parti de droite de l'hémicycle. Pere Aragonès est investi président de la généralité de Catalogne le 20 mai, après un échec deux mois plus tôt en raison d'un désaccord avec la Candidature d'unité populaire (CUP). |
| 19 février | Îles Turques-et-Caïques | Législatives | Territoire d'outre-mer du Royaume-Uni. | Alternance. Le Mouvement démocrate populaire (centre-droit chrétien-démocrate conservateur), au pouvoir, perd presque tous ses sièges ; la Première ministre Sharlene Cartwright-Robinson perd elle-même son siège de députée. Le Parti national progressiste (centre-gauche chrétien-démocrate) remporte une majorité écrasante des sièges, et Washington Misick devient Premier ministre. |
| 20 février | Rwanda                  | Municipales  | | |
| 21 février | Laos                    | Provinciales | Le Laos est un régime à parti unique. Il y a davantage de candidats que de sièges à pourvoir, les électeurs étant appelés à les départager, mais tous doivent être approuvés au préalable par une collectivité locale ou par une organisation de masse affiliée au parti. | |
| 28 février | Salvador                | Municipales  | | Le parti Nouvelles idées (centre-droit conservateur, libéral en économie, populiste) du président Nayib Bukele sort grand gagnant du scrutin. |

### Mars
| Date    | Pays                    | Élections                 | Contexte                                                                                   | Résultats |
| ------- | ----------------------- | ------------------------- | ------------------------------------------------------------------------------------------ | --- |
| 7 mars  | Valais                  | Cantonales                | Canton Suisse. 1er tour.                                                                   | Le Parti démocrate-chrétien, le Parti libéral-radical, l'Union démocratique du centre et le Parti Socialiste obtiennent chacun entre 14 et 38 %. les verts, bien qu'arrivé derniers font une percée en obtenant 9,11 % soit une avance de 2,4 points. |
| 7 mars  | Soleure                 | Cantonales                | Canton Suisse. 1er tour.                                                                   | Les quatre grands partis (FDP, SVP, SP, CVP) obtiennent chacun entre 17 et 23 % des voix et se placent en tête, comme en 2017. Le scrutin est marqué par une légère poussée des écologistes qui représentent désormais 17 % des suffrages sur l'ensemble du canton. |
| 7 mars  | Bolivie                 | Régionales Municipales    |                                                                                            | Le Mouvement vers le socialisme et le Mouvement Troisième système obtiennent respectivement 3 et 2 gouverneurs. Tous les autres partis en lice (Creemos, Jallalla, Nous sommes tous Chuquisaca, et Unis pour renouveler ) obtiennent chacun 1 Gouverneur. |
| 13 mars | Australie-Occidentale   | Législatives Sénatoriales | État d'Australie.                                                                          | Le Parti travailliste , en augmentation de 17,7 points, obtient 59,92 %. Le Premier ministre sortant Mark McGowen est ainsi réélu tandis que le Parti libéral et le Parti nationale ; en baisse, obtiennent respectivement 21,30 et 4,00 % des voix. |
| 14 mars | Bade-Wurtemberg         | Régionales                | Land en Allemagne.                                                                         | Organisé dans le cadre des restrictions dues à la pandémie de Covid-19, le scrutin voit une nouvelle victoire des Verts du ministre-président Winfried Kretschmann et un recul de l'Union chrétienne-démocrate et de l'Alternative pour l'Allemagne. |
| 14 mars | Rhénanie-Palatinat      | Régionales                | Land en Allemagne.                                                                         | Le scrutin est organisé dans le cadre des restrictions causées par la pandémie de Covid-19. Il est marqué par une nouvelle victoire à la majorité relative du Parti social-démocrate, annoncée par les sondages en toute fin de campagne électorale, et un recul de l'Alternative pour l'Allemagne, qui cède sa place de troisième force politique régionale aux Verts, partenaire de coalition de la ministre-présidente Malu Dreyer. Pour la première fois de leur histoire, les Électeurs libres font leur entrée au Landtag. |
| 14 mars | Hesse                   | Communales                | Land en Allemagne.                                                                         | Les écologistes sont en hausse et deviennent la troisième force politique de la région, au détriment des sociaux-démocrates et des nationalistes qui perdent chacun des électeurs. Le parti eurofédéraliste Volt Europa effectue une percée et dépasse 3 % des suffrages dans plusieurs grandes villes. A Darmstadt, Volt reçoit 6,5 % des suffrages exprimés et devient le cinquième plus grand parti au conseil de la ville.                                                                                                   |
| 17 mars | Sainte-Hélène           | Référendum                | Territoire d'outre-mer du Royaume-Uni. Porte sur un changement de système de gouvernement. | Le changement de système est approuvé par une large majorité des votants avec près de 80 % de votes favorables, malgré une participation d'à peine plus de 17 % des inscrits. Un régime parlementaire est choisi par une plus courte majorité de 55 % des suffrages. |
| 25 mars | Terre-Neuve-et-Labrador | Législatives              | Province du Canada. Scrutin anticipé.                                                      | Le parti libéral du Premier ministre Andrew Furey remporte la majorité absolue des sièges. |

### Avril
| Date     | Pays               | Élections    | Contexte                                                                    | Résultats |
| -------- | ------------------ | ------------ | --------------------------------------------------------------------------- | --- |
| 6 avril  | Groenland          | Législatives | Pays constitutif du royaume de Danemark. Élections législatives anticipées. | Parlement sans majorité. Le parti d'opposition Inuit Ataqatigiit (gauche indépendantiste et écosocialiste) devance le Siumut (centre-gauche) du Premier ministre Kim Kielsen et devient le premier parti au Parlement. Son dirigeant, Múte Bourup Egede, forme un gouvernement de coalition avec le parti Naleraq (centre populiste, indépendantiste), arrivé troisième. |
| 6 avril  | Groenland          | Municipales  | Pays constitutif du royaume de Danemark.                                    | |
| 10 avril | Maldives           | Municipales  |                                                                             | |
| 11 avril | Kirghizistan       | Locales      |                                                                             | |
| 11 avril | Abkhazie (Géorgie) | Municipales  | République sécessionniste de Géorgie depuis 1992.                           | |
| 12 avril | Yukon              | Législatives | Territoire du Canada.                                                       | Le scrutin voit le Parti libéral du Premier ministre Sandy Silver perdre sa majorité absolue pour finir à égalité avec le Parti du Yukon, laissant le Nouveau Parti démocratique en position de faiseur de rois. Le Parti libéral annonce le 29 avril la conclusion d'un accord avec le NPD lui permettant de se maintenir sous la forme d'un gouvernement minoritaire bénéficiant du soutien sans participation du NPD. |
| 14 avril | Îles Caïmans       | Législatives | Territoire d'outre-mer du Royaume-Uni.                                      | A la tête du gouvernement de coalition sortant, le Mouvement progressiste du peuple maintient avec peine le même nombre de députés tandis que l'ensemble des sièges restants sont remportés par des candidats indépendants, ce qui amène le Premier ministre Alden McLaughlin à se retirer. Après plusieurs jours de négociation entre son dauphin désigné, Roy McTaggart et l'indépendant Wayne Panton, ce dernier parvient à réunir autour de lui les soutiens d'un majorité d'élus également sans étiquettes ainsi que de transfuges du PPM, et devient Premier ministre le 21 avril 2021. |

### Mai
| Date         | Pays                 | Élections                 | Contexte | Résultats |
| ------------ | -------------------- | ------------------------- | --- | --- |
| 1er mai      | Tasmanie             | Législatives Sénatoriales | État en Australie. Législatives anticipées. Renouvellement partiel de la chambre haute au scrutin direct.                                  | Le Parti libéral de Peter Gutwein remporte les elections legislatives avec 48,72 % des voix, loin devant le Parti travailliste de Rebecca White qui obtient 28,20 % des voix. Bien qu'arrivés derniers, les Verts effectuent une percée en obtenant 12,38 % des voix soit une augmentation de 2,1 points. Pour les elections sénatoriales, le Parti travailliste mené par Craig Farrell remporte la circonscription de Derwent avec 55,65 % des voix, tandis que pour la circonscription de Windermer c'est le Parti libéral mené par Nick Duigan qui remporte l'élection avec 54,14 % des voix. |
| 4 mai        | Communauté de Madrid | Régionales                | Communauté autonome d'Espagne. Élections anticipées. Législature de deux ans (jusqu'au terme naturel de la législature dissoute).          | Nette victoire du Parti populaire (PP), qui rate de peu la majorité absolue et totalise plus de sièges que les trois partis de l'opposition de gauche et centre gauche. Le Parti socialiste (PSOE-M), principale force d'opposition depuis 1995, est devancé par Más Madrid (MM). Isabel Díaz Ayuso est réinvestie présidente de la communauté de Madrid le 18 juin avec le vote favorable de Vox. |
| 6 mai        | Royaume-Uni          | Municipales               | Reportées d'un an en raison de la pandémie de Covid-19.                                                                                    | |
| 6 mai        | Pays de Galles       | Législatives              | Nation constitutive du Royaume-Uni. | Parlement sans majorité. Le Parti travailliste (centre-gauche social-démocrate, progressiste, pro-européen et unioniste), au pouvoir en coalition avec les Libéraux-démocrates (centre-gauche social-libéral, progressiste, pro-européen et unioniste), demeure de loin la principale force politique du pays en obtenant exactement la moitié des sièges au Parlement gallois. Mark Drakeford demeure Premier ministre, formant un gouvernement minoritaire travailliste plutôt que de reconduire la coalition.                                                                                 |
| 6 mai        | Écosse               | Législatives              | Nation constitutive du Royaume-Uni. | Parlement sans majorité. Le Parti national écossais (centre-gauche social-démocrate, indépendantiste, pro-européen), au pouvoir, demeure de loin la principale force au Parlement écossais, manquant une nouvelle fois de peu la majorité absolue des sièges. Nicola Sturgeon demeure Première ministre, toujours à la tête d'un gouvernement minoritaire constitué seulement du Parti national écossais. |
| 15 et 16 mai | Chili                | Municipales Gouvernorales | | |
| 16 mai       | Croatie              | Municipales               | | |
| 23 mai       | Vietnam              | Municipales               | Le Viêt Nam est un État à parti unique. Quelques candidatures indépendantes sont tolérées, mais doivent être approuvées par les autorités. | |
| 31 mai       | Somaliland (Somalie) | Municipales               | République sécessionniste de Somalie (depuis 1991) Reportées depuis 2017.                                                                  | |

### Juin
| Date          | Pays        | Élections                  | Contexte | Résultats |
| ------------- | ----------- | -------------------------- | --- | --- |
| 5 juin        | Lettonie    | Municipales                | | |
| 6 juin        | Saxe-Anhalt | Régionales                 | Land en Allemagne. | Le scrutin voit une nette victoire de l'Union chrétienne-démocrate, qui déjoue les sondages la plaçant au coude-à-coude avec l'Alternative pour l'Allemagne grâce au vote utile et à la popularité du ministre-président Reiner Haseloff. Les partis de gauche font face à des échecs à des degrés divers, Die Linke et le Parti social-démocrate réalisant leur plus mauvais résultat régional. |
| 13 juin       | Finlande    | Municipales                | | Ces élections voient une légère progression des deux plus grands partis d'opposition : le Parti de la coalition nationale (KoK) et le Vrais Finlandais (PS). Les partis membres du gouvernement Marin baissent chacun légèrement. |
| 18 juin       | Iran        | Municipales                | | |
| 20 et 27 juin | France      | Régionales Départementales | Initialement prévu en mars, le scrutin est reporté à juin du fait de la pandémie de Covid-19.                                                        | |
| 24 juin       | Gibraltar   | Référendum                 | Territoire d'outre-mer du Royaume-Uni au sud de la péninsule Ibérique. Le référendum porte sur la légalisation partielle de l'avortement volontaire. | La légalisation est approuvée à une large majorité de près de 63 % des suffrages exprimés. |
| 25 juin       | Aruba       | Législatives               | Pays constitutif du royaume des Pays-Bas. | Parlement sans majorité. Le Mouvement électoral du peuple (centre-gauche) de la Ministre-présidente Evelyn Wever-Croes y demeure la première force avec un peu moins de la moitié des sièges, mais son gouvernement de coalition perd sa majorité absolue, les deux autres partis de la coalition ayant perdu l'ensemble de leurs sièges.                                                        |

### Août
| Date    | Pays            | Élections    | Contexte            | Résultats |
| ------- | --------------- | ------------ | ------------------- | --------- |
| 12 août | Zambie          | Municipales  |                     |           |
| 17 août | Nouvelle-Écosse | Législatives | Province du Canada. |           |

### Septembre
| Date         | Pays                               | Élections                | Contexte | Résultats |
| ------------ | ---------------------------------- | ------------------------ | --- | --- |
| 8 septembre  | Maroc                              | Régionales Communales    | | |
| 12 septembre | Macao                              | Législatives             | Région administrative spéciale de Chine. | |
| 12 septembre | Basse-Saxe                         | Communales               | Land d'Allemagne. | |
| 13 septembre | Norvège                            | Législatives samies      | Concernent le Parlement sami de Norvège. | |
| 14 septembre | Californie                         | Gouvernorale révocatoire | État des États-Unis. Référendum révocatoire et élection gouvernorale combinés.                                                                                                | |
| 19 septembre | Suède                              | Synodales                | L'Église possède un statut particulier en Suède. Une assemblée est élue tous les quatre ans et une compétition a lieu entre plusieurs groupes reliés à des partis politiques. | |
| 19 septembre | Russie                             | Gouvernorales Régionales | | |
| 19 septembre | Gagaouzie                          | Législatives             | Région autonome de Moldavie. | |
| 23 septembre | Île de Man                         | Législatives             | Dépendance de la Couronne britannique. | |
| 26 septembre | France                             | Sénatoriales partielles  | Élection des 6 sénateurs représentant les Français établis hors de France, reportées en raison de la crise sanitaire.                                                         | |
| 26 septembre | Berlin                             | Régionales Référendum    | Land d'Allemagne. | Le Parti social-démocrate confirme sa place de première force politique, Les Verts prennent la deuxième place devant l'Union chrétienne-démocrate. |
| 26 septembre | Mecklembourg-Poméranie-Occidentale | Régionales               | Landd'Allemagne. | Le Parti social-démocrate conforte sa majorité relative, Les Verts et le Parti libéral font leur retour au Landtag. |
| 26 septembre | Portugal                           | Municipales              | | Le Parti socialiste, bien que celui-ci enregistre une légère baisse, ainsi que le Parti social-démocrate continuent de dominer la scène politique portugaise au niveau local. La Coalition démocratique unitaire à tendance communiste reste la troisième force politique, suivie par le parti nationaliste Chega. |
| 26 septembre | Haute-Autriche                     | Régionales Municipales   | Land d'Autriche. | Le scrutin est marqué par la chute du FPÖ qui perd un tiers de ses électeurs. Un nouveau parti s'opposant à une obligation vaccinale, Humains-Liberté-Loi fondamentale, crée la surprise et rentre au Landtag avec trois sièges.                                                                                   |
| 26 septembre | Graz                               | Municipales              | Commune d'Autriche. | Le Parti communiste remporte une victoire majeure et devient le premier parti de la ville. Les écologistes sont en hausse tandis que le Parti populaire et le Parti de la liberté sont en forte baisse. |
| 30 septembre | Éthiopie du Sud-Ouest              | Référendum               | Porte sur la création d'une région à part entière appelée Éthiopie du Sud-Ouest.                                                                                              | La population approuve la régionalisation à une écrasante majorité, 98,07 % des votants se prononçant en faveur, pour une participation de 93,91 %. |

### Octobre
| Date        | Pays              | Élections              | Contexte                               | Résultats |
| ----------- | ----------------- | ---------------------- | -------------------------------------- | --- |
| 2 octobre   | Géorgie           | Municipales            |                                        | |
| 3-4 octobre | Italie            | Municipales            |                                        | |
| 3-4 octobre | Calabre           | Régionales             | Région d'Italie. Élections anticipées. | La coalition de centre droit conserve la région et Roberto Occhiuto est élu président de la région. La coalition de centre gauche s'est alliée avec le Mouvement 5 Étoiles et Trésor Calabre, alors que ces listes étaient concurrentes lors de l'élection précédente. Cette alliance s'est révélée être peu fructueuse, Amalia Bruni étant loin derrière le candidat vainqueur. Le maire de Naples, Luigi de Magistris, se présente, termine en troisième place et remporte 16% des voix. |
| 10 octobre  | Paraguay          | Municipales            |                                        | |
| 13 octobre  | Sainte-Hélène     | Législatives           | Territoire d'outre-mer du Royaume-Uni. | |
| 17 octobre  | Estonie           | Municipales            |                                        | Bien que légèrement en déclin, le KESK et le Parti de la réforme restent les deux plus grandes forces politiques lors de ces élections. Le Parti populaire conservateur progresse sensiblement lors de ces élections et y devient la troisième force politique. Estonie 200, un parti libéral fondé récemment, parvient à remporter 6 pour cent des suffrages et devance le Parti social-démocrate qui est en chute libre.                                                                 |
| 17 octobre  | Kosovo            | Municipales            |                                        | |
| 17 octobre  | Macédoine du Nord | Municipales            |                                        | |
| 18 octobre  | Alberta           | Référendum Municipales | Province du Canada.                    | |
| 25 octobre  | Nunavut           | Législatives           | Territoire du Canada.                  | |

### Novembre
| Date         | Pays           | Élections                                           | Contexte | Résultats |
| ------------ | -------------- | --------------------------------------------------- | --- | --- |
| 1er novembre | Afrique du Sud | Municipales                                         | | |
| 2 novembre   | États-Unis     | Gouvernorales Législatives Sénatoriales Référendums | Renouvellement de 2 gouverneurs et 3 législatures - haute ou basses - dans trois des cinquante États des États-Unis. Plusieurs référendums sont également organisés. | |
| 3 novembre   | Québec         | Nordiques                                           | Province du Canada. | |
| 4 novembre   | Îles Malouines | Législatives                                        | Territoire d'outre-mer du Royaume-Uni. | |
| 7 novembre   | Fribourg       | Cantonales                                          | Canton Suisse. | |
| 7 novembre   | Québec         | Municipales Préfectorales                           | Province du Canada. | |
| 14 novembre  | Argentine      | Provinciales                                        | | |
| 16 novembre  | Danemark       | Municipales Régionales                              | | Les sociaux-démocrates et le Parti libéral restent respectivement en première et deuxième place, bien qu'en léger déclin. Le Parti populaire conservateur est en hausse et devient de loin la troisième force politique, doublant son nombre de sièges. Cela se fait au détriment du Parti populaire danois qui perd plus de la moitié de ses sièges. |
| 21 novembre  | Chili          | Régionales                                          | | |
| 21 novembre  | Venezuela      | Régionales Municipales                              | | |
| 21 novembre  | Haïti          | Municipales                                         | | |
| 27 novembre  | Algérie        | Municipales                                         | Anticipées d'un an. | |
| 28 novembre  | Honduras       | Municipales                                         | | |

### Décembre
| Date        | Pays               | Élections                  | Contexte | Résultats |
| ----------- | ------------------ | -------------------------- | --- | --------- |
| 6 décembre  | Tobago             | Régionales                 | Région de Trinité-et-Tobago. Élections anticipées. |           |
| 11 décembre | Palestine          | Municipales                | Non reconnu par une partie de la communauté internationale |           |
| 12 décembre | Nouvelle-Calédonie | Référendum sur l'indépend. | Collectivité sui generis de France. En application de l'accord de Nouméa de 1998, une partie des citoyens sont invités à choisir entre l'indépendance ou bien le maintien de la forte autonomie du territoire sous souveraineté française. Pour satisfaire aux exigences des indépendantistes, le droit de vote est restreint aux citoyens résidant de longue date et de manière continue en Nouvelle-Calédonie, et exclut notamment les personnes installées après 1994. |           |
| 19 décembre | Hong Kong          | Législatives               | Région administrative spéciale de Chine. |           |
| 22 décembre | Bhoutan            | Municipales                | |           |